# Massimo Varini
Massimo Varini (Reggio nell'Emilia, 30 luglio 1970) è un chitarrista, arrangiatore, insegnante e produttore artistico italiano.

## Biografia
Inizia a suonare nel 1982 come autodidatta, poi allievo di Paolo Lancellotti (allora batterista dei Nomadi). Seguirà poi con Giuseppe La Monica presso l'Accademia di Musica di Modena.
Inizia a sperimentare il suo primo video didattico a 18 anni in VHS.
La sua carriera professionale inizia nel 1989 come chitarrista/attore nel serial TV di Italia 1 Cri Cri con Cristina D'Avena.
Successivamente collabora con Nek come chitarrista, autore, arrangiatore e produttore artistico, ma anche con altri artisti come Vasco Rossi, Ivano Fossati, Mina, Audio 2, Valeria Visconti, Annalisa, Ornella Vanoni, Lighea, Andrea Bocelli, Francesco Renga, Eros Ramazzotti, Fabrizio Moro, Marco Masini, Laura Pausini, Gianluca Grignani, Dolcenera, Valeria Rossi, Alessandra Amoroso, Biagio Antonacci, Renato Zero, 
Dal 2003 al 2005 è stato direttore artistico di Sanremo rock festival & trend.
Partecipa a show televisivi, quali "Apocalypse Show/Vietato Funari" di Gianfranco Funari, "Non facciamoci prendere dal panico" di Gianni Morandi. 
Di due musical prodotti esecutivamente da Pierre Cardin è produttore artistico: Casanova Amori e inganni a Venezia (di Daniele Martini - arrangiatore Daniele Falangone) Amleto Dramma Musicale (di Daniele Martini - Arrangiatore Giancarlo Di Maria).
Cura l'arrangiamento di 3 brani vincitori dello Zecchino d'Oro: Il pistolero (2005) Ma che mondo l'acquario (2007) e Il contadino (2010).
Dal 1993 è impegnato nella didattica della chitarra, organizzando seminari e producendo libri e altri ausili didattici, dal 2014 ha lanciato il suo "Laboratorio Musicale Varini" sul sito massimovarini.it e nel 2023 un'altra realtà didattica online guitartribe.it

## Stile
Nasce con l'intento di diventare un metallaro, poi spostandosi verso il pop-rock, Fusion e altri generi. Divenuto come uno dei chitarristi più completi, versatili e sperimentativi, è da riconoscere come uno dei primi innovatori didattici al mondo a pubblicare lezioni musicali nel 2006 sulla neonata Youtube.

## Discografia
- 1994 - Progetto fusione
- 1998 - Progetto fusione II - La vendemmia
- 2003 - Progetto fusione (ristampa con tracce bonus)
- 2009 - My sides (disco acustico)
- 2011 - Anacrusis I  (disco acustico)
- 2011 - Anacrusis II  (disco acustico)
- 2012 - Anacrusis (CD che racchiude i due Anacrusis usciti solo sui Digital Stores) (disco acustico)
- 2013 - Urban Guitar (disco acustico)
- 2014 - Relax and Sleep At 432 Hz (disco acustico)
- 2016 - RomanticaMente (disco acustico)
- 2020 - NIVALPA (Nebbia In Val Padana) (disco acustico)
- 2024 - Vagus Nerve (disco elettrico)